# Cerritos
Cerritos ist eine Stadt im Los Angeles County im US-Bundesstaat Kalifornien.
Das U.S. Census Bureau hat bei der Volkszählung 2020 eine Einwohnerzahl von 49.578 ermittelt.
Das Stadtgebiet hat eine Fläche von 23,0 km². Die Stadt hat Anbindung an die Interstate 5, Interstate 605 und die California State Route 91.

## Geschichte
Der Ort wurde am 24. April 1956 noch als „City of Dairy Valley“ mit 3.439 Einwohnern offiziell registriert und war zu dieser Zeit rein landwirtschaftlich geprägt, wobei vorrangig Milch- und Geflügelproduktion betrieben wurde (engl. dairy: Molkerei). In den 1960er Jahren wurde die Landwirtschaft zunehmend unrentabel und 1965 wurde entschieden, dass Wohngebäude auch auf Grundstücken von weniger als 5 Acre Land errichtet werden dürfen, um auf diesem Wege eine dichtere und weniger landwirtschaftliche Besiedlung zu erreichen.
Am 10. Januar 1967 wurde der Ort in Cerritos umbenannt. Der Name geht zurück auf das vor Gründung des Bundesstaates Kalifornien nahebei bestehende Landgut Rancho Los Cerritos. Es wurden weitere Schritte hin zu einem von Geschäfts- und Industrieansiedlungen begleiteten Wachstum der Stadt unternommen. Dabei wurde die Hälfte des Stadtgebiets als Wohngebiet geplant. Tatsächlich wuchs die Bevölkerungszahl in der Folge deutlich an; nach 15.856 Einwohnern im Jahr 1970 hatte Cerritos 1972 bereits 37.738 Einwohner.

## Söhne und Töchter der Stadt
- Chad Allen (* 1974), Schauspieler
- Eddie Lewis (* 1974), Fußballspieler
- Morris Chestnut (* 1969), Schauspieler